# Evangelische Kirche (Giflitz)

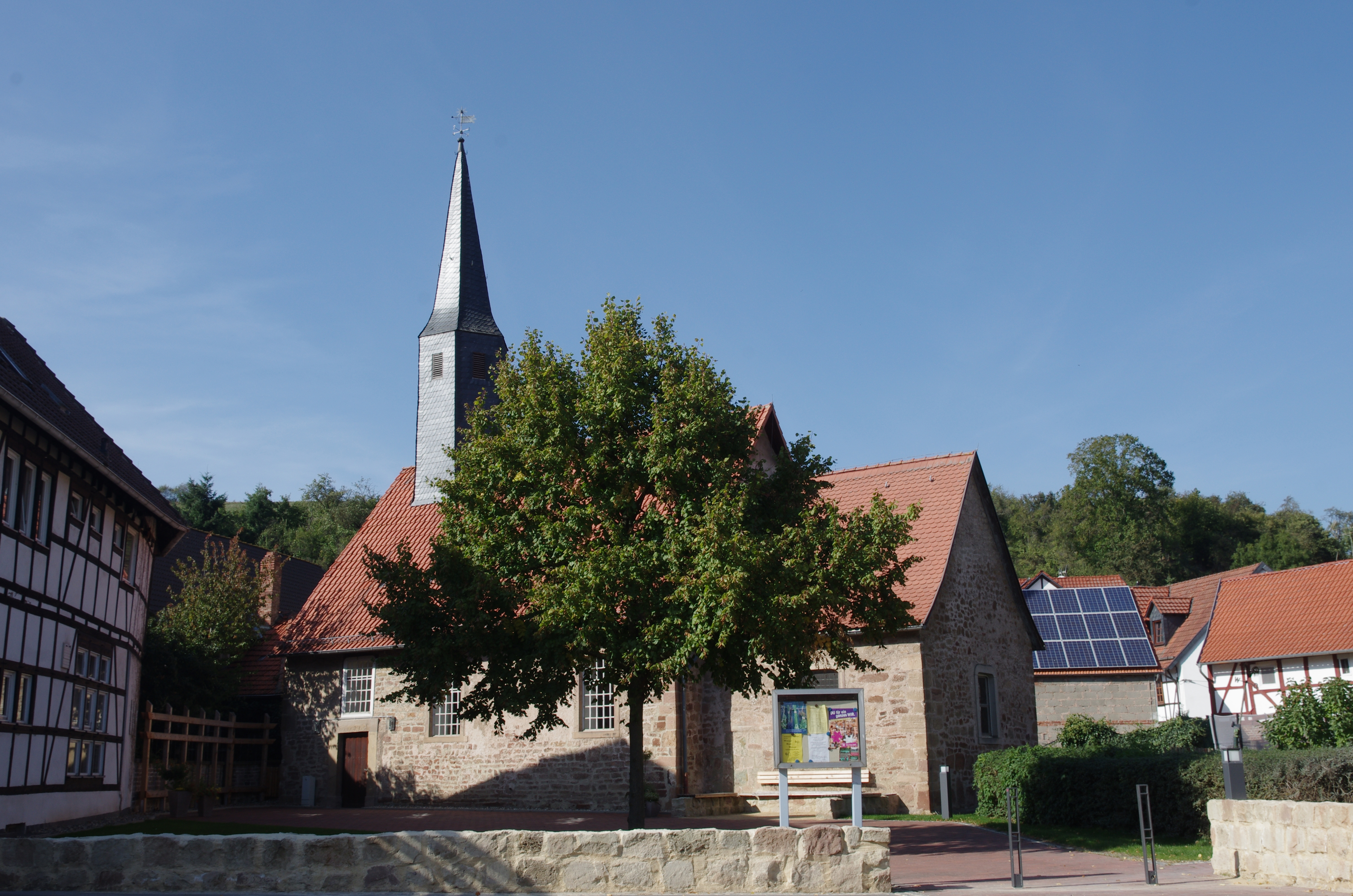
Evangelische Kirche Giflitz

Die Evangelische Kirche Giflitz ist ein denkmalgeschütztes Kirchengebäude, das im Ortsteil Giflitz in der Gemeinde Edertal im Landkreis Waldeck-Frankenberg (Hessen) steht. Die Kirchengemeinde gehört zum Kirchenkreis Eder im Sprengel Marburg der Evangelischen Kirche von Kurhessen-Waldeck.

## Beschreibung
Die Saalkirche wurde 1625, so steht es über dem Portal, unter Verwendung von Teilen des Vorgängerbaus errichtet. Der eingezogene Chor auf quadratischem Grundriss ist im Osten an das Kirchenschiff angebaut. Aus dem Satteldach des Kirchenschiffs erhebt sich im Westen ein achteckiger, schiefergedeckter Dachreiter, der mit einem spitzen Helm bedeckt ist. Bei einer Renovierung in den Jahren 1947 bis 1954 wurde der Putz von den Außenwänden entfernt, sodass die Bruchsteine wieder zu sehen sind. 
Im Innenraum sind das Kirchenschiff und der Chor durch einen Chorbogen abgeteilt. Die Emporen an den Längsseiten des Kirchenschiffs stammen aus dem 17. Jahrhundert. Die hölzerne Kanzel stand ursprünglich am Chorbogen. Sie wurde später an die Südwand des Kirchenschiffes verlegt. Während der Renovierung von 1992 bis 1994 wurden Wandmalereien vom Ende des 15. Jahrhunderts freigelegt, die bis auf wenige Ausnahmen wieder abgedeckt wurden. Die Statuetten von Maria, Johannes dem Evangelist, Maria Magdalena und der heiligen Ludmilla, die von einem Altar vom Ende des 15. Jahrhunderts stammen, wurden vom Kirchenboden heruntergeholt, restauriert und an den Wänden des Chors angebracht. 
Die heutige Orgel mit sechs Registern, einem Manual und einem angehängten Pedal auf der nördlichen Empore hat 1958 die Werner Bosch Orgelbau unter Verwendung von Teilen der Vorgängerorgel geschaffen. Die Vorgängerorgel hat 1903 der Orgelbauer Eduard Vogt gebaut.